# Raïon d'Odessa
Le raïon d'Odessa (en ukrainien : Одеський район) est un raïon (district) dans l'oblast d'Odessa en Ukraine.
Avec la réforme administrative de 2020, le raïon absorbe les raions d'Ivanivka, Biliaïvka, Lyman et Ovidiopol.
La 35e brigade d'infanterie navale est basée à Datchne, village du raïon.

## Patrimoine

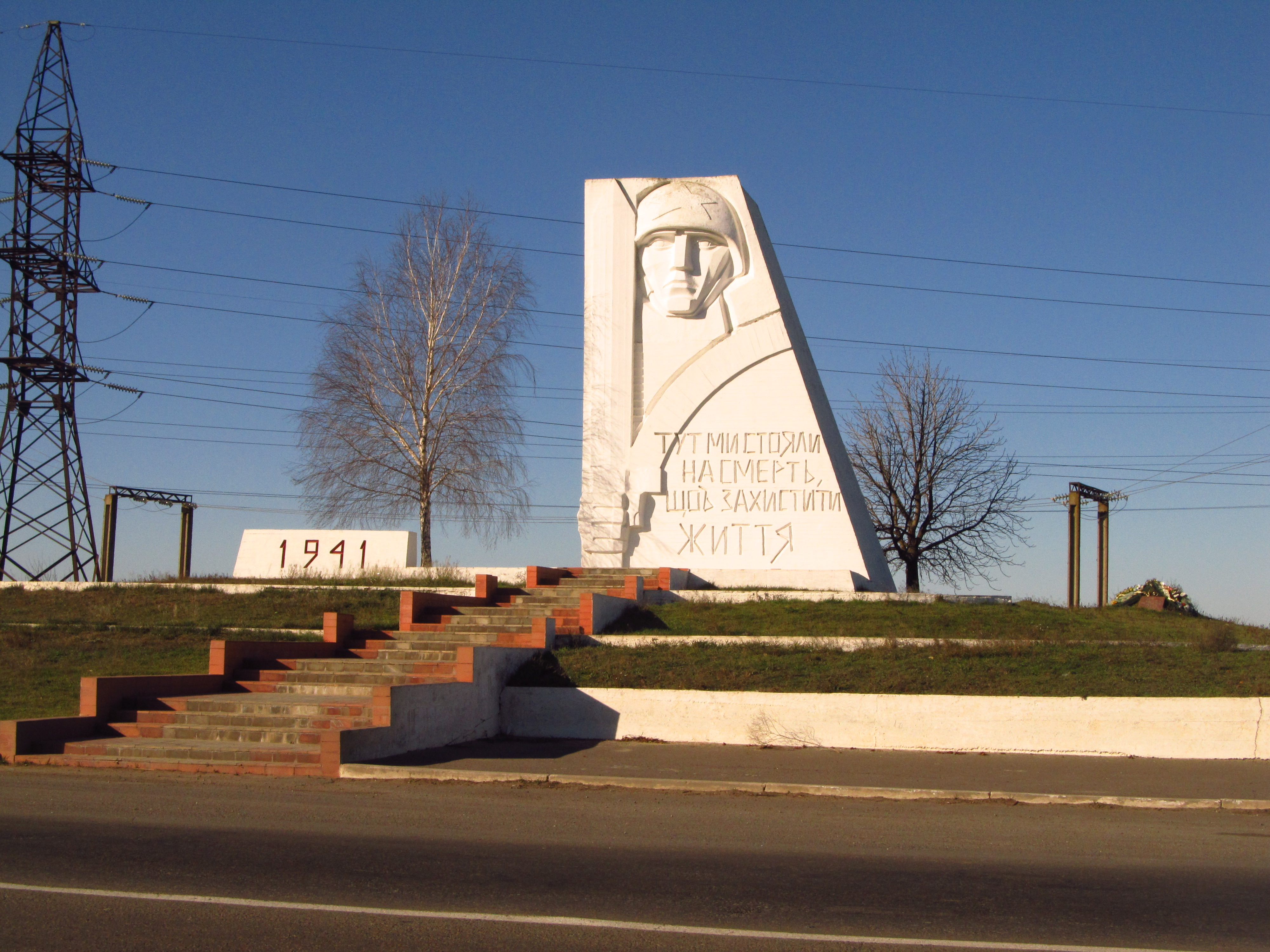
Ceinture glorieuse, monument de 1941, classé[1] à Prylymanska,
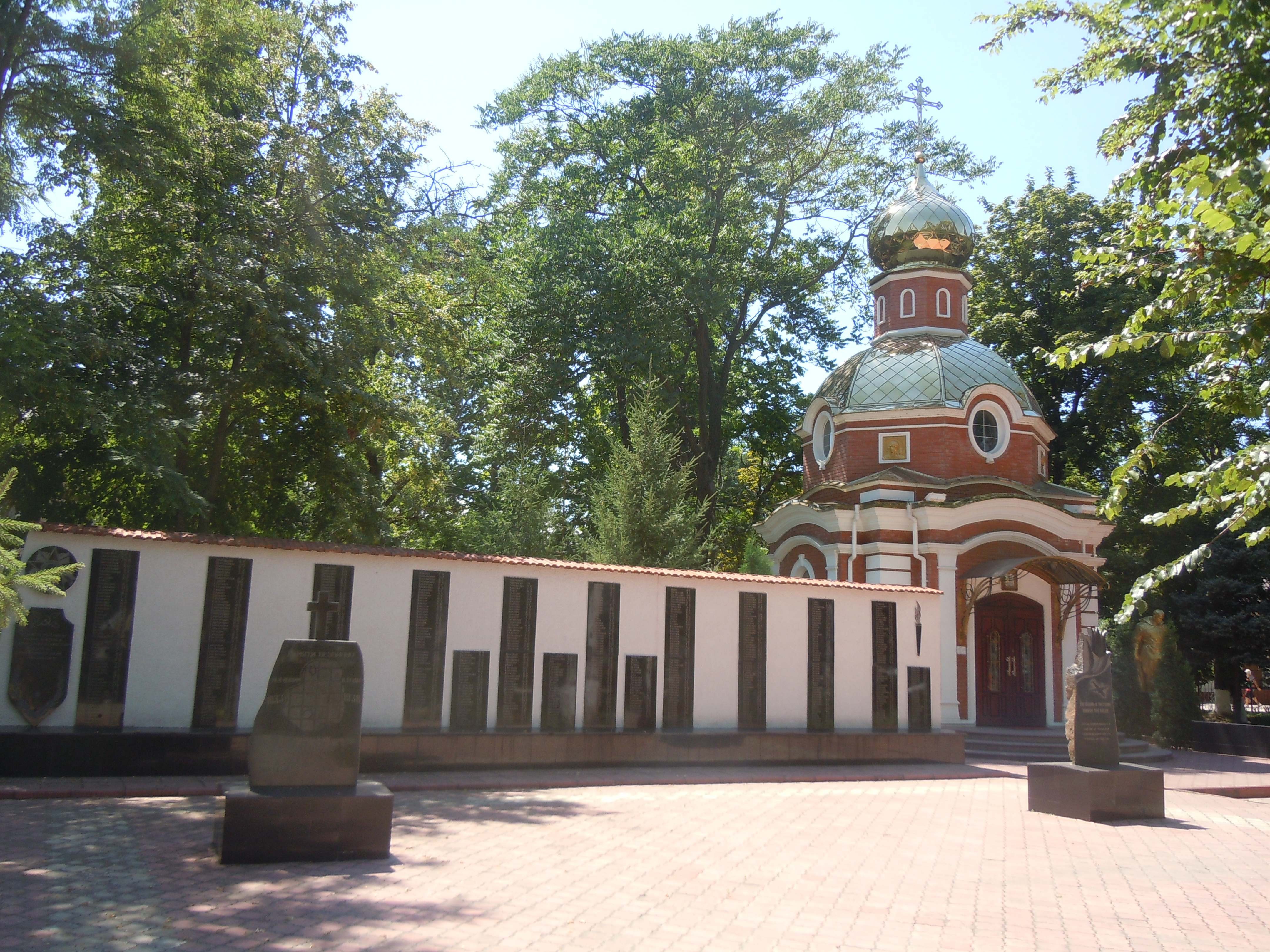
Biliaïvsti, monument de 1944, classé[2],
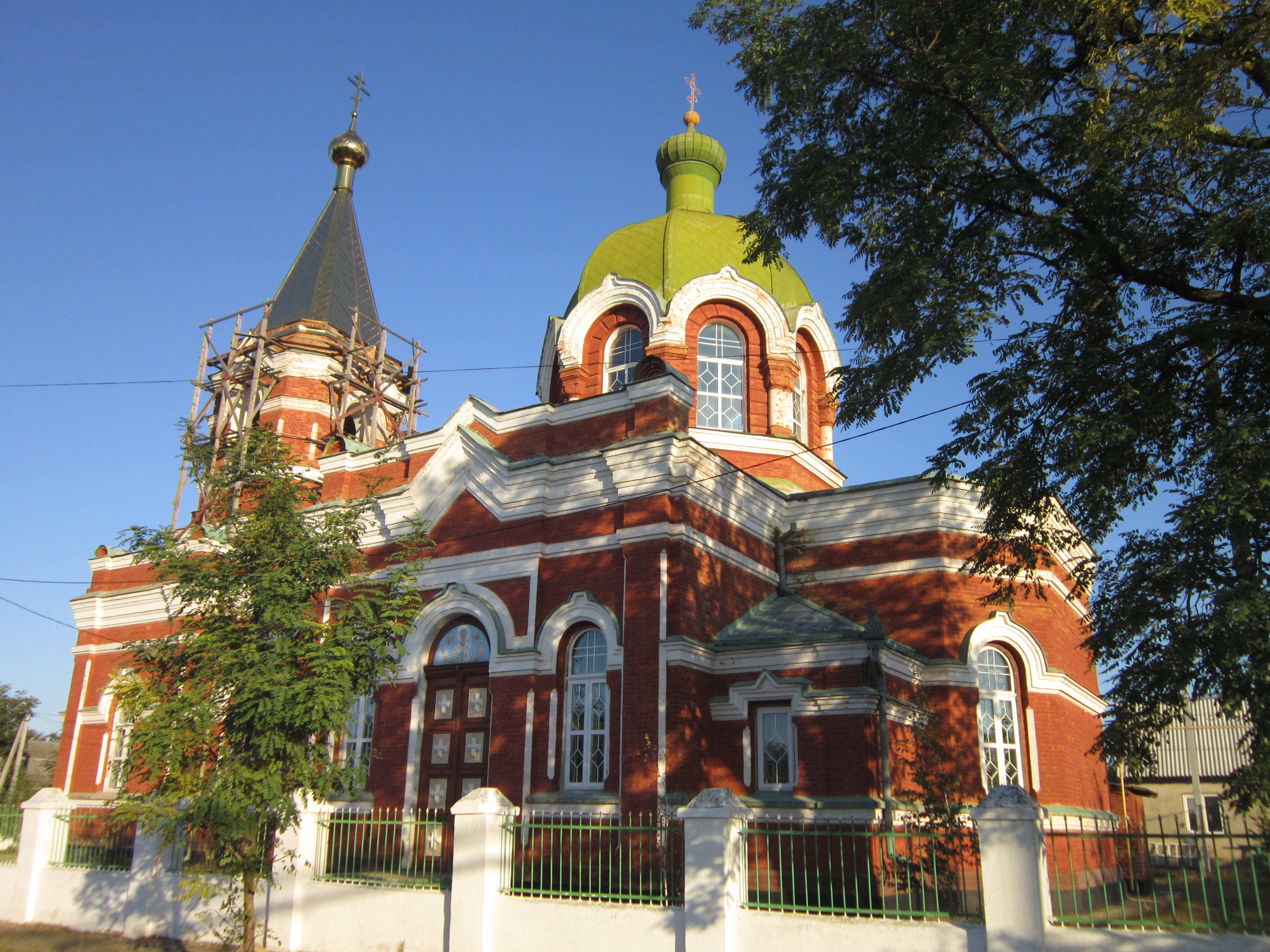
et l'église st-Nicolas, classée[3],
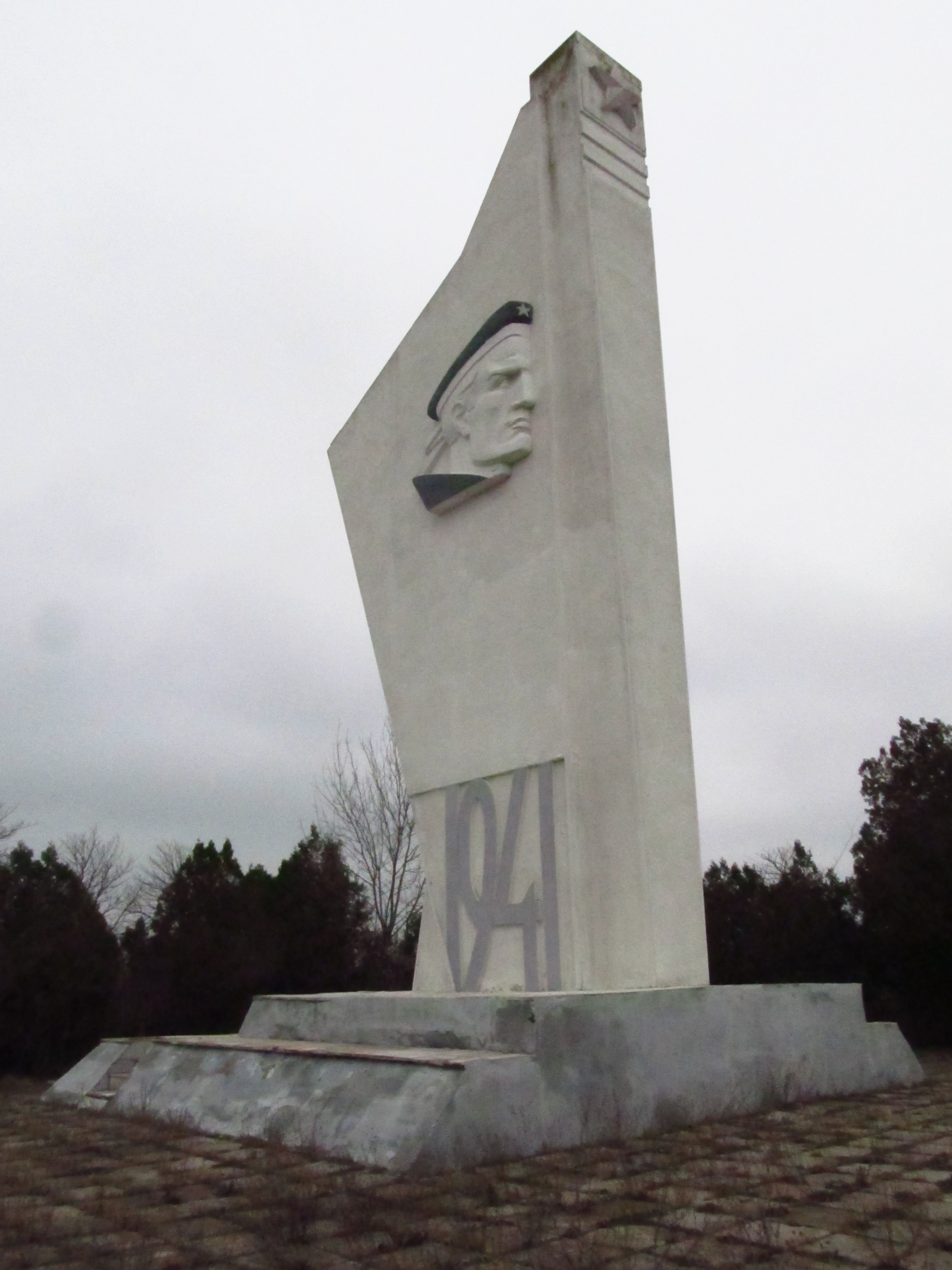
1941, glorieuse ceinture d'Odessa, classée[4],
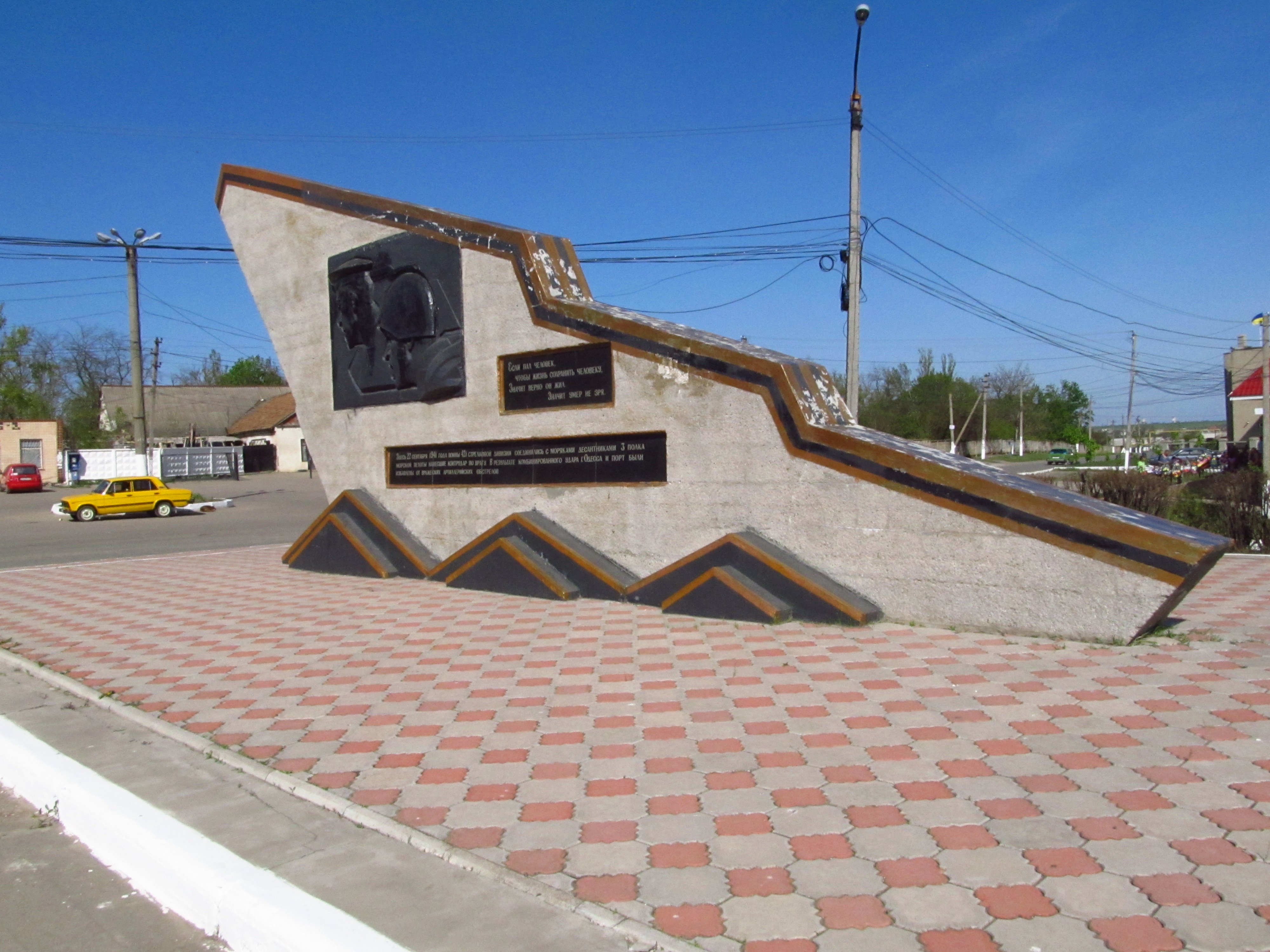
et à Fontanka, classée[5],
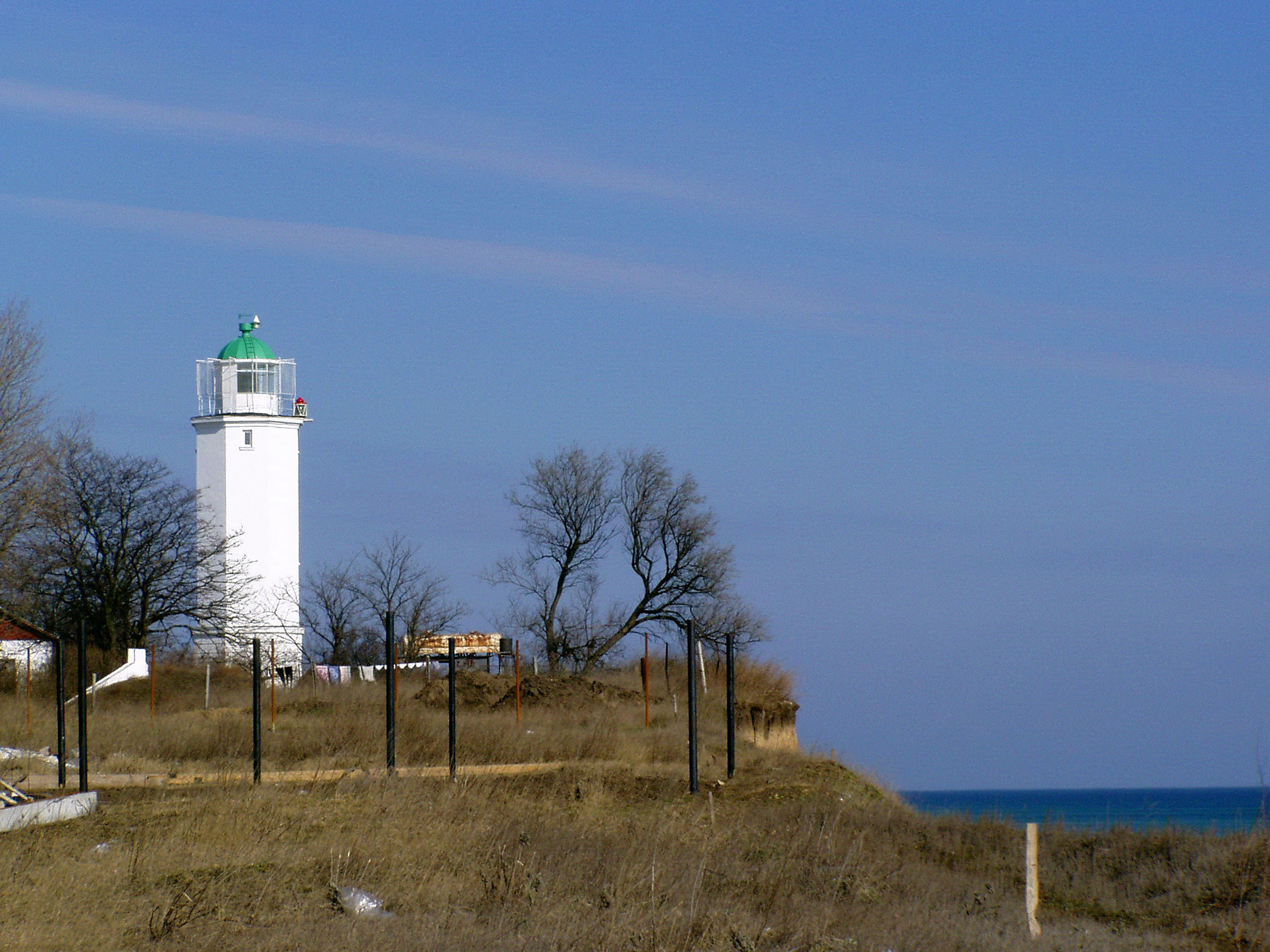
phare de Sanjika, classé[6],
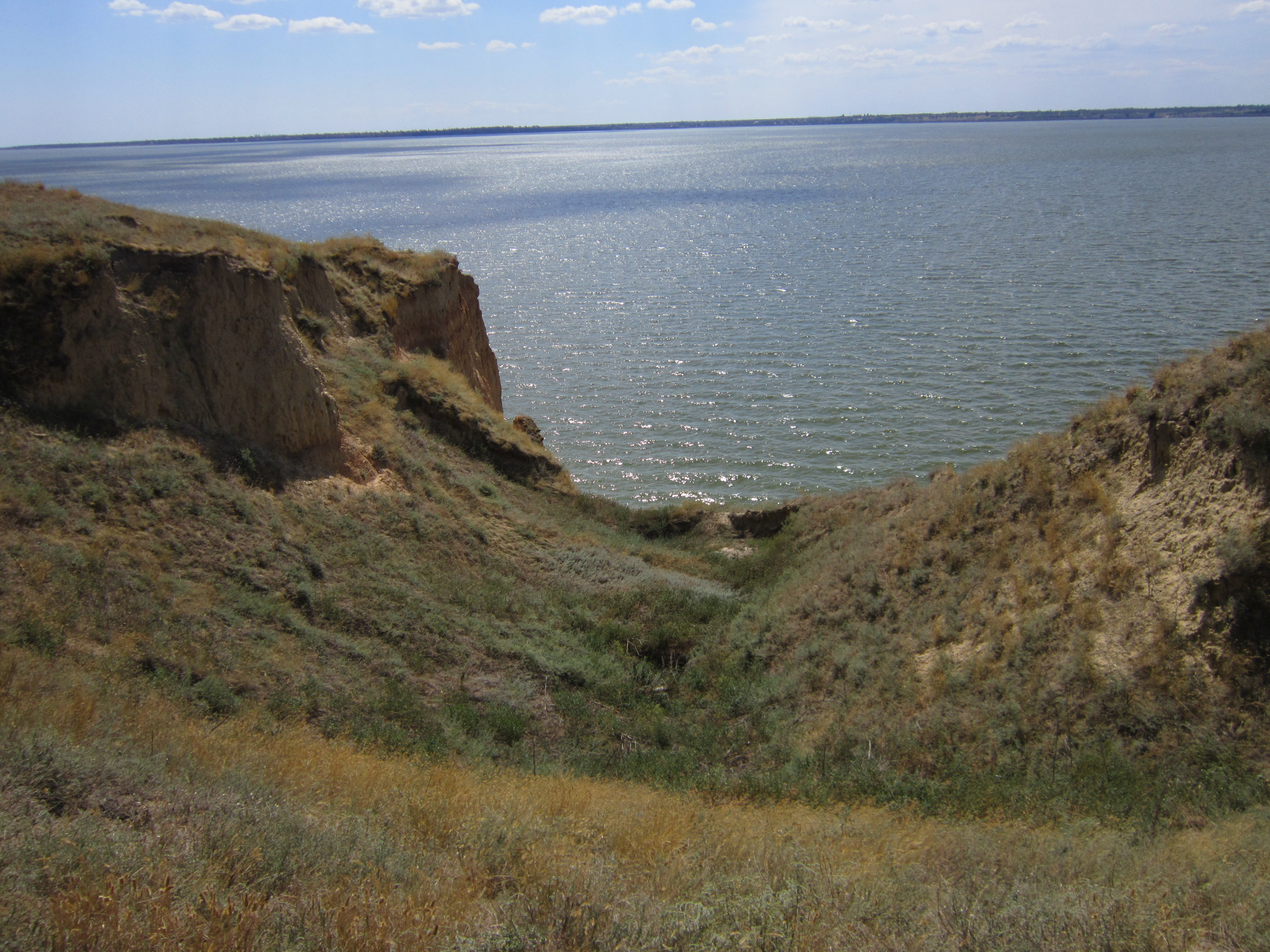
Nikonion, colonie grecque, classée[7],
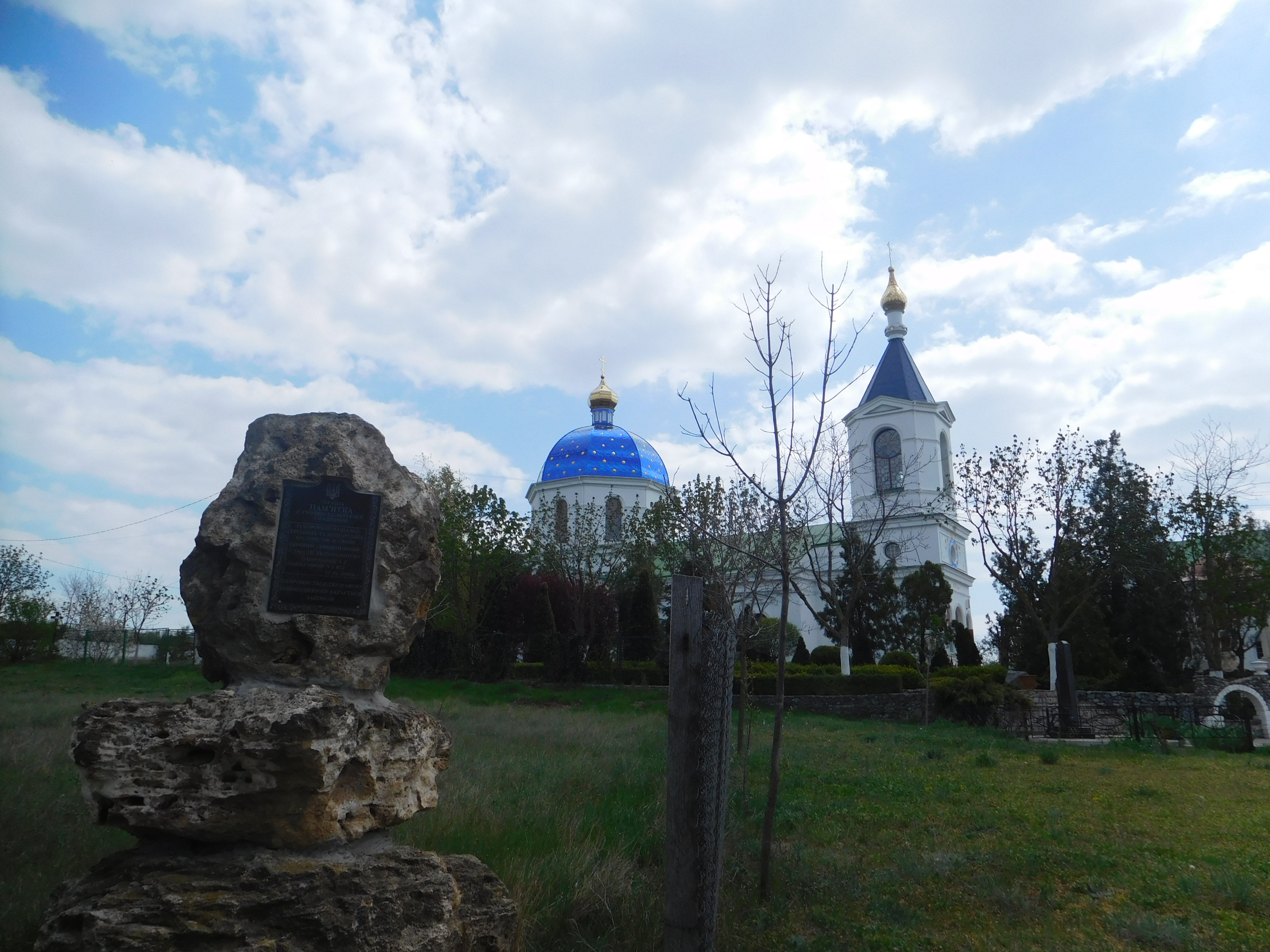
église st-John classée[8] et le cimetière grec[9],
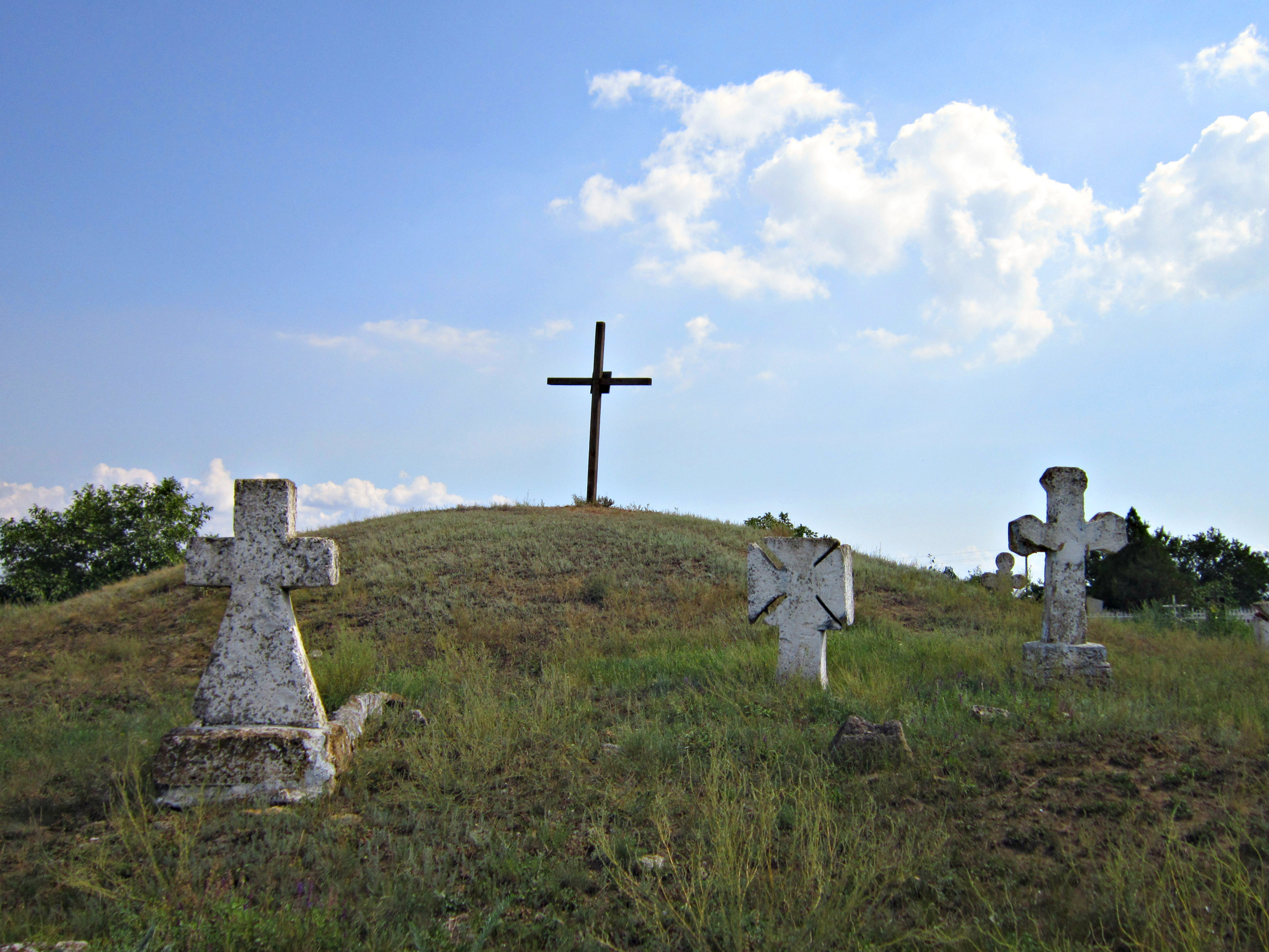
kourgan d'Ousatove classée[10].